# Еме Сезер
Еме Фернан Давид Сезер (на френски: Aimé Césaire) е френски поет и държавник, един от основателите на литературното течение негритюд. От 1945 г. до 2001 г. е депутат от Мартиника в Националната асамблея на Франция.

## Произход и детство
Еме Сезер е част от семейство със седем деца. Баща му, Фернан Сезер, първоначално е администратор, управител на резиденция в Бас-Поант, а по-късно спечелва конкурс и става данъчен контрольор. Майка му, Елеонор Ермин, е шивачка. Дядо му, Фернан Сезер, завършва Екол нормал в Сен Клу, е преподавател по литература в гимназия в Сен Пиер в Мартиника. Баба му е знаела да чете и пише и е предала това знание отрано на внуците си.
От 1919 г. до 1924 г. Еме Сезер посещава началното училище в Бас-Поант, общината, в която баща му е данъчен контрольор, а после получава стипендия и учи в гимназията „Виктор Шьолшер“.
През септември 1931 г. пристига в Париж като стипендиант и следва курс хипокан в Лицея „Луи Велики“. Още в първия ден от живота си в Париж се среща с Усман Сосе Диоп в Сорбоната и с Леополд Седар Сенгор в кулоарите на лицея, с когото завързват дългогодишно приятелство.

## Възникване на негритюда, студентски години
В Париж Сезер е в обкръжението на множество чернокожи студенти, дошли от различни хоризонти. Сезер посещава и известния литературен сало на Полет Надал. Там той се запознава с движението Харлемски ренесанс и се запознава с Клод МакКей. Младият Еме Сезер и приятелят му от Гвиана Леон Гонтран Дамас, с когото са в приятелски отношения още от Мартиника, откриват постепенно прикритата и потисната част от тяхната идентичност, тази на африканските им корени, жертва да културното отчуждение, характерно за колониалните общества в Мартиника и Гвиана.
През септември 1934 г. Сезер основава с други студенти от Антилите, Гвиана и Африка, сред които Леон Гонтран Дамас, гваделупеца Ги Тиролиен, сенегалците Леополд Седар Сенгор и Бираго Диоп, вестник „L'Étudiant noir“ („Чернокожия студент“). На страниците на този вестник за пръв път се появява термина „негритюд“. Тази концепция, въведена от Еме Сезер като реакция срещу културната репресия на френската колониална система, цели да отхвърли френския асимилационизъм и да подкрепи Африка и нейната култура, подценени от расизма на колониалната идеология.
Негритюдът е конструиран като противовес на френската колониална идеология от епохата и е по-скоро културно, отколкото политическо явление. Негритюдът иска да е активен и конкретен хуманизъм, отвъд расовите разделения на човечеството, в подкрепа на всички потиснати хора по света. Сезер казва: „Аз съм от расата на потиснатите“.
След като преминава конкурсите за прием в Екол нормал, Сезер прекарва лятото в Далмация, при своя приятел Петър Губерина, и там започва да пише своя „Бележник за завръщането в родната страна“, който той завършва през 1938 г. През 1936 г. се запознава с превода на История на африканската цивилизация на Лео Фробениус. През 1938 г. започва да работи върху дипломната си работа: „Темата за Юга в литературата на чернокожите в САЩ“. През 1937 г. се жени за Сюзан Руси, студентка от Мартиника. С дипломата си по литература той се завръща в Мартиника през 1939 г., за да преподава, като съпругата си, в гимназията Шолшер.

## През Втората световна война
В годините преди войната Мартиника е в плен на пълно културно отчуждение. Елитите привилегироват новата литература, която идва от метрополията. Редките литературни опити от епохата се ограничават до описания на Мартиника, които наблягат на екзотизма, както го вижда метрополията, които подсилват клишетата за Мартиника и мартиниканците.
В този контекст през 1941 г. съпрузите Сезер и техни съмишленици основават списание „Тропик“. По време на Втората световна война Мартиника е под блокада от САЩ, които нямат доверие в режима на Виши, което довежда до влошаване на обстановката на Мартиника. Режимът, установен от Адмирал Робер, назначен от Виши, е репресивен. „Тропик“ излиза, със затруднения, до 1943 г.
Периодът на войната е маркиран от пристигането през 1940 г. на сюрреалисткия поет Андре Бретон. Бретон открива поезията на Сезер благодарение на „Бележник за завръщането в родната страна“.
През 1941 г. Бретон пише предговора на двуезичната версия на „Бележник за завръщането в родната страна“, публикувана в списанието „Фонтен“, издавано от Макс-Пол Фуше, и през 1944 г. на стихосбирката на Сезер „Чудотворните оръжия“, която маркира присъединяването на Сезер към сюрреализма. В предговора към изданието от 1947 г. на „Бележник...“, Бретон пише „Стихотворението не е нищо по-малко от един от най-великите лирически паметници на времето ни“. 

## Следвоенни години
През 1945 г. Сезер е избран за кмет на Фор дьо Франс и депутат от Мартиника във френското Национално събрание, с подкрепата на Френската комунистическа партия.
В Националната асамблея на Франция Сезер работи за превръщането на Мартиника в департамент. За тази си позиция той е критикуван от привържениците на независимостта на Мартиника, но Сезер работи за департаментализацията с цел да се ограничат правата на бекетата (потомци на бели колонизатори).
Като много френски леви интелектуалци, през 1930-те и 1940-те години, Сезер гледа на Съветския съюз като на източник на прогрес и човешки права, и по-късно илюзиите му се губят, след потушаването на Унгарската революция от 1956 г. Еме Сезер обявява оттеглянето си от Френската комунистическа партия през 1956 г., в своето „Писмо до Морис Торез“. През 1958 г. той основава Мартиниканската прогресистка партия.
Произведенията му от това време отразяват страстта му към гражданските и социални борби. През 1955 г. пише „Беседа за колониализма“, в която разобличава европейския колониален расизъм, упадък и лицемерие. През 1960 г. публикува биография на Тусен Лувертюр. През 1969 г. публикува първата версия на Une Tempête, радикална адаптация на Бурята на Шекспир за чернокожа публика.

## Смърт
Сезер остава влиятелна културна и политическа фигура до смъртта си през 2008 г.
Умира на 17 април 2008 г., след като е хоспитализиран след сърдечни проблеми.
Веднага след смъртта му, Сеголен Роял и други политически фигури от целия френски политически спектър настояват, в петиция, за това останките на Сезер да бъдат погребани в Пантеона в Париж.  В Пантеона е открита негова паметна плоча.
На 20 април 2008 г. е устроено национално погребение, в присъствието на тогавашния президент Никола Саркози. За погребението му от метрополията пристигат множество политически фигури, като Франсоа Оланд, Лоран Фабиюс, Доминик дьо Вилпен, Лионел Жоспен, Бернар Кушнер, Франсоа Фийон.